# Castilla elastica
Castilla elastica là một loài thực vật có hoa trong họ Moraceae. Loài này được Cerv. mô tả khoa học đầu tiên năm 1794.

## Hình ảnh

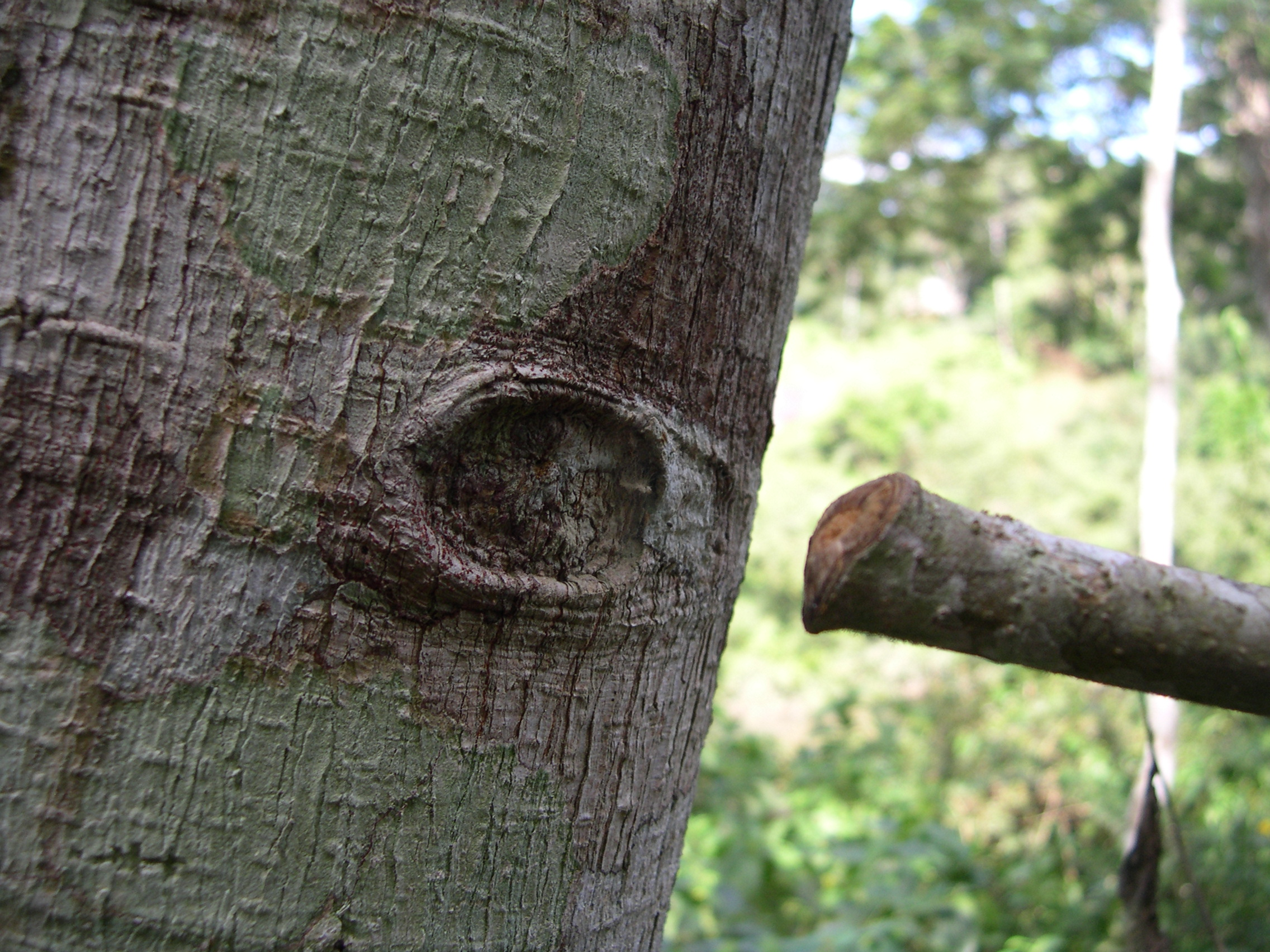
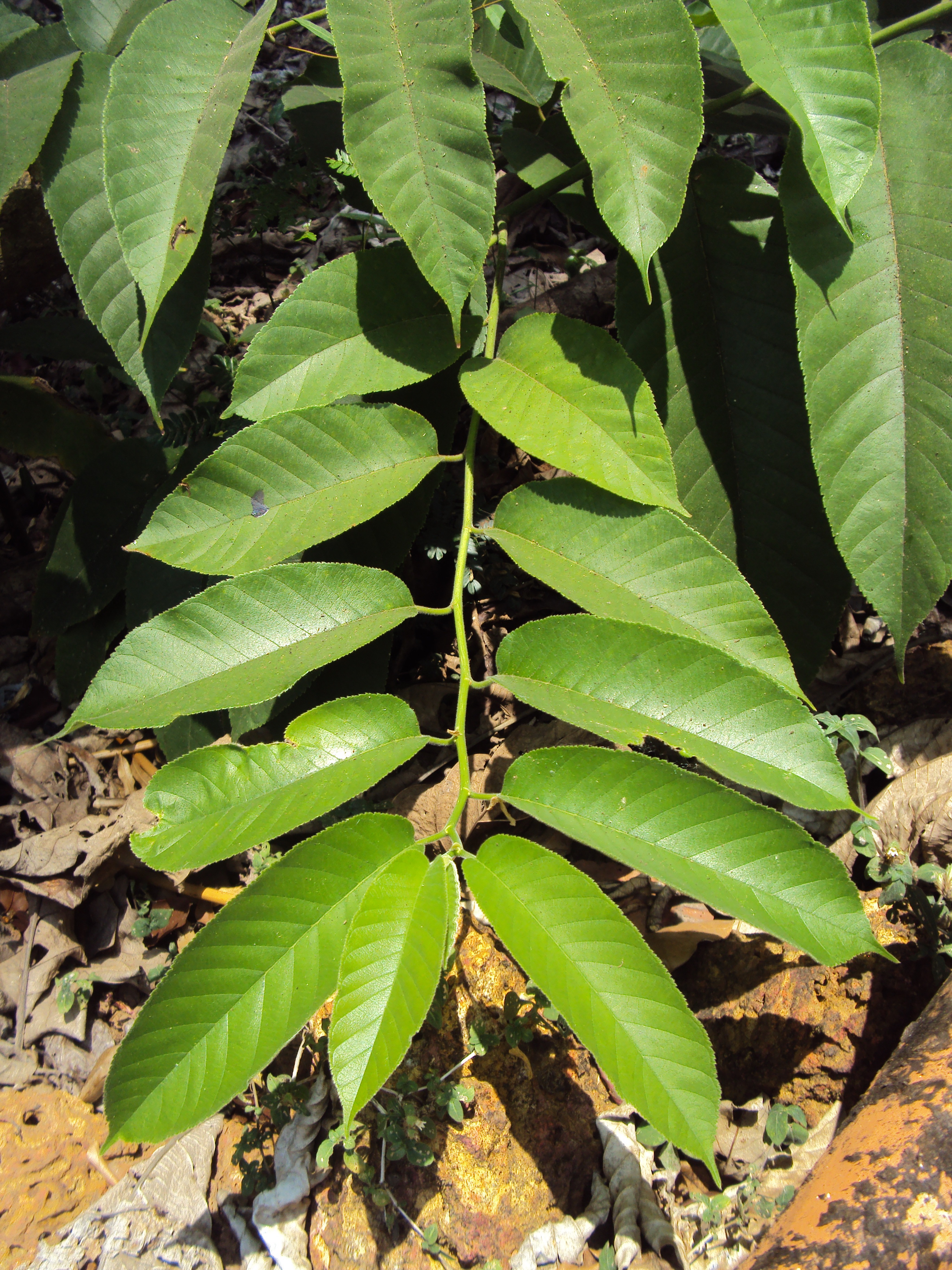
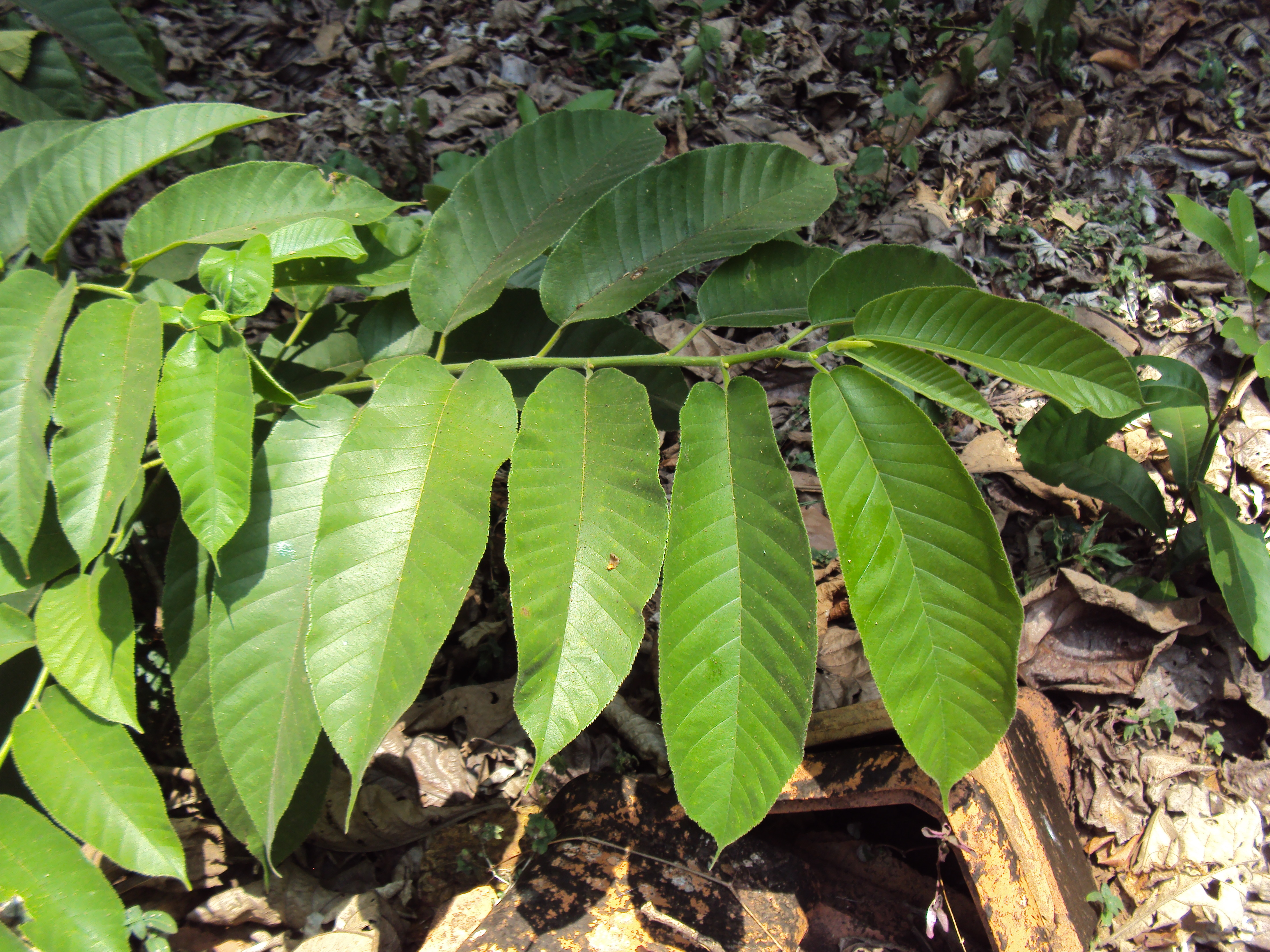
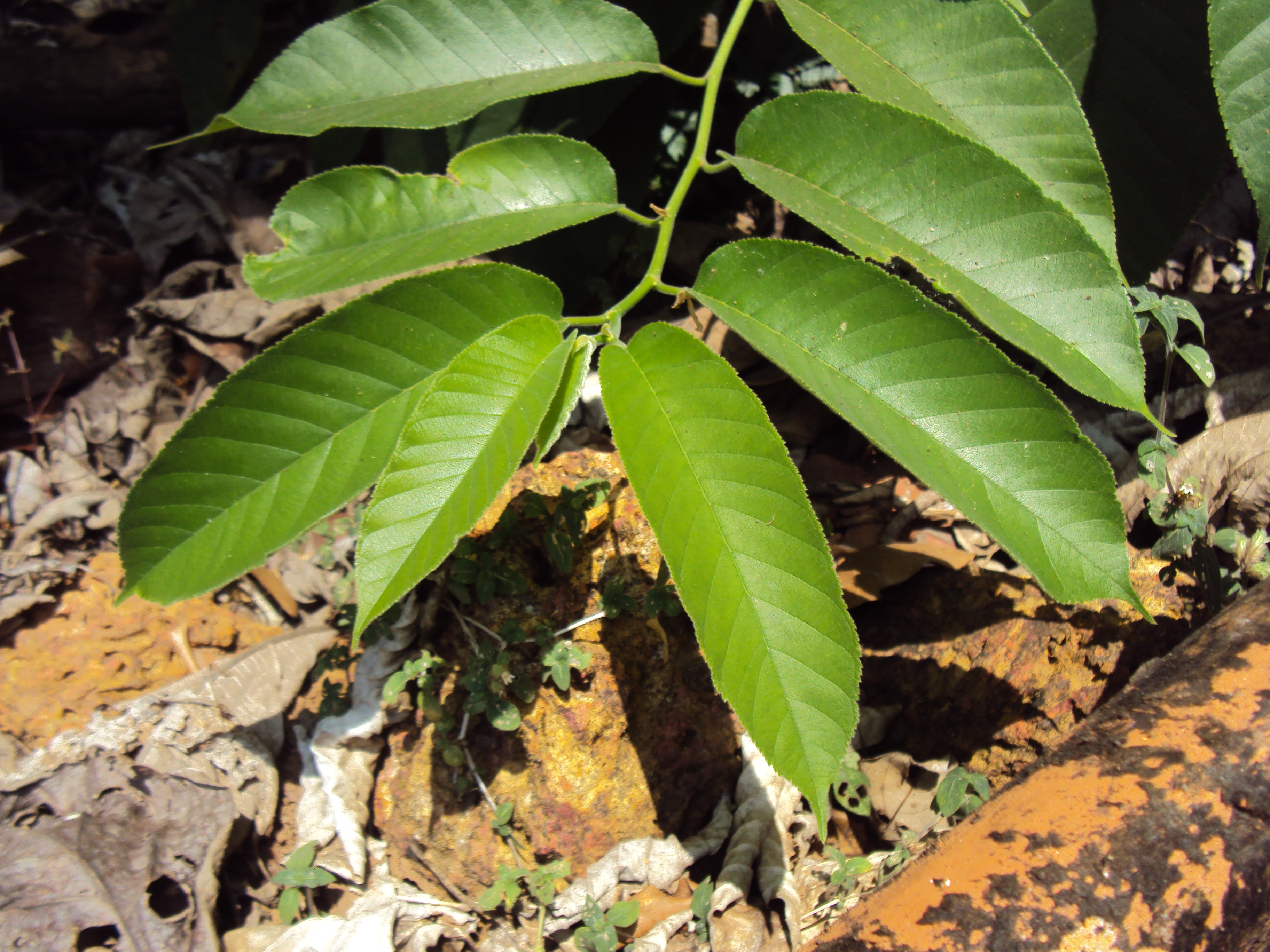